# Nueva Zelanda en los Juegos Olímpicos de París 1924
Nueva Zelanda estuvo representada en los Juegos Olímpicos de París 1924 por un total de 4 deportistas que compitieron en 3 deportes.  
El portador de la bandera en la ceremonia de apertura fue el atleta Arthur Porritt.

## Medallistas
El equipo olímpico neozelandés obtuvo las siguientes medallas:
| Nombre         | Deporte   | Competición |
| -------------- | --------- | ----------- |
| Oro            |           |             |
| —              |           |             |
| Plata          |           |             |
| —              |           |             |
| Bronce         |           |             |
| Arthur Porritt | Atletismo | 100 m M     |